# Parotis vernalis
Parotis vernalis is een vlinder uit de familie van de grasmotten (Crambidae), uit de onderfamilie van de Spilomelinae. De wetenschappelijke naam van deze soort is voor het eerst voorgesteld als Glyphodes vernalis door George Francis Hampson in een publicatie uit 1912. De spanwijdte van het mannetje bedraagt 22 millimeter en van het vrouwtje 26 millimeter.
De soort komt voor in Nigeria en Mozambique.